# Стеклянница эспарцетовая
Стеклянница эспарцетовая (лат. Bembecia scopigera) — вид бабочек рода Bembecia из семейства стеклянниц (Sesiidae).

## Распространение
Западная Палеарктика. Испания, Франция, Италия, Греция, Чехия, Словакия, Европейская часть России (на восток до Волгоградской области), Крым, Турция.

## Описание
Размах крыльев от 19 до 29 мм. От близких видов самки отличаются дорзально черными усиками (с металлическим блеском), с небольшим желто-оранжевым или оранжевым субапикальным пятном; первый и второй стерниты брюшка чёрные с боков; передние тазики буровато-чёрные. Передние и задние голени самцов желтовато-оранжевые.
Крылья прозрачные (без чешуек). Внешне сходны с осами (основная окраска чёрная с жёлтыми или беловатыми отметинами). Хоботок короткий, редуцированный. Летающие днём чешуекрылые, взрослые особи отмечаются в летний период. Гусеницы питаются на корнях трав и кустарников бобовых растений.
Вид был впервые описан в 1763 году, а его валидный статус подтверждён в ходе ревизии, проведённой в 2018 году российскими лепидоптерологами О. Г. Горбуновым (Институт проблем экологии и эволюции им. А.Н. Северцова РАН, Москва) и К. А. Ефетовым (Крымский федеральный университет им. В. И. Вернадского, Симферополь).